# 2022年新卡霍夫卡襲擊
新卡霍夫卡袭击是2022年俄羅斯入侵烏克蘭期間烏克蘭武裝部隊於2022年7月11日2022年烏克蘭夏季反攻中對俄佔赫爾松新卡霍夫卡發動的一場攻擊。俄羅斯表示，烏克蘭在這次行動中使用了最近從美國獲得的海馬斯導彈。

## 過程
2022年7月10日夜至11日凌晨，海馬斯導彈擊中在新卡霍夫卡的目標後發生大爆炸，並摧毀了一個彈藥庫。烏克蘭聲稱有12名俄羅斯軍官陣亡，其中包括第22集團軍參謀長阿爾喬姆·納斯布林少將及第20摩托化步兵師指揮官安德烈·戈羅貝茨（Андрей Горобец）上校等軍官。烏克蘭武裝部隊南方軍事指揮部表示：「根據我方火箭炮部隊的結算，敵人損失了5️2士兵、1門Msta-B榴彈砲、1門迫擊砲和7輛裝甲車和其他車輛，以及新卡霍夫卡的彈藥庫。」
俄羅斯官員和其官方媒體表示，至少擊落3枚導彈，空襲造成至少有7人喪生，60人受傷，其中包括平民。而市場、藥房、倉庫和房屋在內的廣泛民用財產遭到破壞。這些說法尚未得到證實。赫爾松州發言人謝爾希·克蘭（Сергий Хлань）表示，有關襲擊破壞醫院和住宅區的報導是俄羅斯大外宣的一部分，而該市的許多平民意識到烏克蘭軍隊已經接近赫爾松而感到高興。
2022年7月13日夜至14日凌晨，烏克蘭軍隊再次由尼古拉耶夫向新卡霍夫卡索基爾區的各個俄軍軍火庫發動導彈襲擊，包括索基爾樂器製造廠等俄軍的彈藥庫被擊中，共有數千噸彈藥和50輛帶有燃料的車輛被摧毀。俄佔新卡霍夫卡當局則宣稱防空系統擊落了5枚導彈。
2022年7月18日凌晨5時，新卡霍夫卡再次發生彈藥庫爆炸，居民報告有6次強烈的爆炸聲，拍攝到爆炸地點瀰漫煙霧雲，謝爾希·克蘭表示爆炸由烏軍攻擊，而烏克蘭最高拉達議員阿列克謝·貢恰魯克證實烏軍轟炸卡霍夫斯卡亞水電站，但烏克蘭軍方沒有確認爆炸是否由海馬斯導彈攻擊所致。另據俄羅斯媒體稱，俄羅斯總統府第一副參謀長謝爾蓋·基里延科在襲擊當日參觀卡霍夫斯卡亞水電站和會見赫爾松與俄羅斯合作的烏克蘭人代表。會議結束後，烏軍使用了3枚導彈轟炸水電站，其高壓天然氣管道起火受損，1枚導彈擊中基里延科代表團汽車停放的地方，基里延科及與會者走到地下室避難而倖存。襲擊中兩名俄軍喪生，另有一人失踪。
2022年7月19日，俄佔新卡霍夫卡市長弗拉基米爾·列昂蒂耶夫（Владимир Леонтьев）宣稱烏軍再次用4至6枚導彈襲擊新卡霍夫卡郊區多處地點。同日20:00時左右，烏軍防空導彈部隊在新卡霍夫卡地區上空擊落了5架俄軍戰術級別無人機及1架俄軍蘇-35戰鬥機，飛行員被彈射出去，戰鬥機墜毀並爆炸。
2022年7月21日，新卡霍夫卡市長弗拉基米爾·科瓦連科（Владимир Коваленко）接受採訪時表示當地市民「對每一場俄羅斯軍火庫的爆炸都感到高興」。
烏軍在接連幾週成功打擊俄軍在新卡霍夫卡的彈藥庫，2022年8月4日的報導指當地彈藥庫發生12次爆炸，可能由海馬斯或M270多管火箭系統攻擊所致。俄軍搜尋給烏軍提供彈藥庫位置信息的人但不果。